# Kastélla
Kastélla är en ort i Grekland.   Den ligger i prefekturen Nomós Evvoías och regionen Grekiska fastlandet, i den östra delen av landet, 70 km norr om huvudstaden Aten. Kastélla ligger 11 meter över havet och antalet invånare är 1 370. Den ligger på ön Euboia.
Terrängen runt Kastélla är kuperad åt nordost, men åt sydväst är den platt. Havet är nära Kastélla åt sydväst.Runt Kastélla är det ganska tätbefolkat, med 75 invånare per kvadratkilometer. Närmaste större samhälle är Chalkída, 11,7 km söder om Kastélla. Trakten runt Kastélla består till största delen av jordbruksmark.